# Campionati mondiali di sollevamento pesi 2018 - +109 kg maschile
Le gare di sollevamento pesi della categoria oltre i 109 kg maschile — pesi supermassimi — dei campionati mondiali del 2018 si sono svolte il 10 novembre 2018 ad Aşgabat presso la Weightlifting Arena dell'Aşgabat Olympic Complex.
Rustam Djangabev, inizialmente classificatosi al 3° posto – e vincitore della medaglia di bronzo – venne squalificato per quattro anni nel febbraio del 2019 – fino al febbraio del 2023 – per l'ormone somatotropo. La medaglia di bronzo nel totale dell'esercizio fu riassegnata al brasiliano Fernando Reis.

## Programma
L'orario indicato corrisponde a quello turkmeno (UTC+05:00)
| Data             | Orario | Evento   |
| ---------------- | ------ | -------- |
| 10 novembre 2018 | 08:00  | Gruppo C |
| 10 novembre 2018 | 12:00  | Gruppo B |
| 10 novembre 2018 | 17:25  | Gruppo A |

## Medagliati
Per ciascun esercizio, i primi tre classificati sono i seguenti:
| Esercizio | Oro               | Oro    | Argento      | Argento | Bronzo                | Bronzo |
| --------- | ----------------- | ------ | ------------ | ------- | --------------------- | ------ |
| Strappo   | Lasha T'alakhadze | 217 kg | Gor Minasyan | 205 kg  | Irakli Turmanidze     | 203 kg |
| Slancio   | Lasha T'alakhadze | 257 kg | Gor Minasyan | 245 kg  | Hojamuhammet Toýçyýew | 240 kg |
| Totale    | Lasha T'alakhadze | 474 kg | Gor Minasyan | 450 kg  | Fernando Reis         | 436 kg |

## Record
Prima di questa competizione, i record mondiali esistenti erano i seguenti:
| Record mondiale | Strappo | Mondiale standard | 210 kg | — | 1º novembre 2018 |
| Record mondiale | Slancio | Mondiale standard | 250 kg | — | 1º novembre 2018 |
| Record mondiale | Totale  | Mondiale standard | 453 kg | — | 1º novembre 2018 |

## Risultati
| Pos. | Atleta                      | Gr. | Peso atleta | Strappo (kg) | Strappo (kg) | Strappo (kg) | Strappo (kg) | Slancio (kg) | Slancio (kg) | Slancio (kg) | Slancio (kg) | Totale   |
| Pos. | Atleta                      | Gr. | Peso atleta | 1            | 2            | 3            | Pos.         | 1            | 2            | 3            | Pos.         | Totale   |
| ---- | --------------------------- | --- | ----------- | ------------ | ------------ | ------------ | ------------ | ------------ | ------------ | ------------ | ------------ | -------- |
|      | Lasha T'alakhadze (GEO)     | A   | 169.31      | 207          | 212          | 217          |              | 245          | 252          | 257          |              | 474      |
|      | Gor Minasyan (ARM)          | A   | 149.50      | 200          | 205          | 211          |              | 240          | 245          | 250          |              | 450      |
|      | Fernando Reis (BRA)         | A   | 153.22      | 193          | 198          | 201          | 4            | 235          | 245          | 246          | 4            | 436      |
| 4    | Ruslan Albegov (RUS)        | A   | 155.36      | 191          | 197          | 197          | 7            | 235          | —            | —            | 6            | 432      |
| 5    | Mart Seim (EST)             | A   | 155.63      | 185          | 192          | 195          | 9            | 235          | 251          | 251          | 5            | 427      |
| 6    | Hojamuhammet Toýçyýew (TKM) | A   | 148.82      | 187          | 187          | 194          | 11           | 235          | 240          | 245          |              | 427      |
| 7    | Ali Davoudi (IRI)           | A   | 161.04      | 185          | 192          | 197          | 6            | 227          | 242          | 245          | 9            | 424      |
| 8    | Ėduard Zjazjulin (BLR)      | A   | 134.83      | 189          | 193          | 193          | 8            | 222          | 228          | 232          | 8            | 421      |
| 9    | Péter Nagy (HUN)            | B   | 158.05      | 182          | 187          | 187          | 10           | 220          | 226          | 234          | 10           | 413      |
| 10   | Kamil Kučera (CZE)          | B   | 147.63      | 178          | 183          | 184          | 15           | 220          | 225          | 232          | 7            | 410      |
| 11   | Caine Wilkes (USA)          | B   | 142.38      | 175          | 180          | 185          | 14           | 212          | 220          | 225          | 13           | 400      |
| 12   | David Liti (NZL)            | B   | 166.05      | 161          | 165          | 169          | 20           | 220          | 226          | 231          | 11           | 395      |
| 13   | Aliksei Mžačyk (BLR)        | B   | 139.92      | 175          | 181          | 181          | 16           | 210          | 215          | 215          | 15           | 390      |
| 14   | Anthony Coullet (FRA)       | B   | 143.32      | 160          | 160          | 165          | 24           | 213          | 217          | 221          | 12           | 386      |
| 15   | Tamaš Kajdoči (SRB)         | B   | 141.07      | 165          | 170          | 170          | 23           | 215          | 215          | 218          | 14           | 383      |
| 16   | Gurdeep Singh (IND)         | C   | 156.20      | 165          | 171          | 174          | 18           | 210          | 210          | 220          | 17           | 381      |
| 17   | David Litvinov (ISR)        | B   | 119.39      | 170          | 175          | 178          | 17           | 200          | 205          | 210          | 20           | 380      |
| 18   | Keiser Witte (USA)          | C   | 134.09      | 160          | 166          | 166          | 21           | 200          | 211          | 220          | 16           | 377      |
| 19   | Fernando Salas (ECU)        | C   | 166.39      | 158          | 165          | 171          | 19           | 198          | 205          | 212          | 19           | 376      |
| 20   | Oleg Slobodianiuk (UKR)     | B   | 156.82      | 161          | 166          | 171          | 22           | 210          | 219          | 220          | 18           | 376      |
| 21   | Hsieh Yun-ting (TPE)        | C   | 124.63      | 150          | 160          | 160          | 25           | 180          | 190          | 200          | 21           | 360      |
| 22   | Kim Tollefsen (NOR)         | C   | 118.31      | 155          | 155          | 156          | 26           | 190          | 195          | 200          | 22           | 351      |
| 23   | Yerdos Sailau (KAZ)         | C   | 139.21      | 147          | 152          | 155          | 27           | 185          | 190          | 194          | 23           | 346      |
| 24   | Teemu Roininen (FIN)        | C   | 143.11      | 148          | 152          | 156          | 28           | 193          | 193          | 197          | 24           | 345      |
| —    | Irakli Turmanidze (GEO)     | A   | 136.71      | 195          | 200          | 203          |              | —            | —            | —            | —            | —        |
| —    | Walid Bidani (ALG)          | A   | 134.91      | 190          | 197          | 201          | 5            | 220          | 220          | 220          | —            | —        |
| —    | Luis Lauret (CUB)           | B   | 119.07      | 173          | 180          | 183          | 12           | 213          | 213          | 213          | —            | —        |
| —    | Almir Velagić (GER)         | B   | 144.60      | 180          | 185          | 185          | 13           | —            | —            | —            | —            | —        |
| DSQ  | Rustam Djangabaev (UZB)     | A   | 149.49      | 195          | 199          | 202          | —            | 236          | 244          | 245          | —            | —        |
| —    | Ushan Widana (SRI)          | C   | ritirato    | ritirato     | ritirato     | ritirato     | ritirato     | ritirato     | ritirato     | ritirato     | ritirato     | ritirato |